# Entrance Graves von Treen

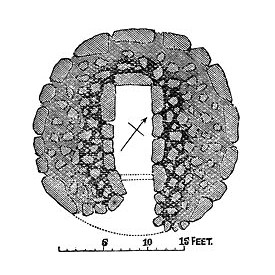
Entrance Graves Schema

Die beiden Entrance Graves von Treen (Treen SW und NW) liegen südlich von Treen (auch Trereen) in Cornwall in England.
Die Entrance Graves sind zwei von vier Megalithanlagen bzw. Grabhügeln in der Region, von denen die beiden erhaltenen sogenannte Scillonian Eingangsgräber sind. Die beiden anderen sind zu beschädigt um den Typ festzustellen. Eingangsgräber sind einfache, oft leicht keilförmige Galerien, die in relativ kleinen runden Steinhügeln liegen, aber nicht den etwas aufwändigeren Wedge Tombs gleichen. Ihre zumeist rechteckigen Kammern haben horizontale Decken.

## Treen (SW)
Lage: 50° 10′ 42,3″ N, 5° 35′ 21,3″ W
Das besser erhaltene ist Treen (SW) mit einem Hügel von etwa 8,0 m Durchmesser und 1,35 m Höhe und einer etwa 4,0 m langen, 0,9 m hohen und 1,2 m breiten Kammer auf der Nordseite. Die Kammer ist auf die Mittwintersonne über dem Carn Galva ausgerichtet.

## Treen (NW)
Lage: 50° 10′ 43,9″ N, 5° 35′ 22,5″ W
Treen (NW) liegt etwa 60 m nördlich von Treen (SW) und ist das kleinere der beiden. Es hat einen etwa 1,05 m hohen Erdhügel von etwa 6,0 m Durchmesser. Erhalten ist nur ein Deckstein am inneren Ende der nach Südwesten orientierten Kammer.